# タラント語
タラント語（イタリア語で tarantino, 現地の言葉で tarandíne）は、イタリア南部プッリャ州タラントで話されている方言。同州北部にもその変種（マッサフラ方言、クリスピアーノ方言など）があるが、タラント語という場合は特にタラント市でのみ話される地域語のことである。
以下では、タラント語の例に続く[ ] で囲われたものは、直前のタラント語に対応するイタリア語の表現を表す。

## 歴史
タラント語の起源は、この地域がメッサピア人に支配されていた古代にまで遡る。タラントに現れたギリシア人の植民地化により、マグナ・グラエキアの主要都市というだけでなく詩歌、演劇等文化の中心地として言語学上顕著な影響が残った。それは、研究者によると古代ドーリア語のイントネーションに対応するという特徴的なアクセントばかりでなく、語彙や形態・統語的な面にも及ぶ。これらの影響は元のギリシア語で今でもいくつかの語に見られる。
続いてタラントがローマ人の支配下に入ると、この地の言語はさらにロマンス語的な特徴を持つようになり、民衆語の語彙がもたらされた。この時に動詞 scére + ジェルンディオ（ラテン語の ire iendo が起源）のような迂言的な動詞の使用やアクセントのない i の弱化が起きた。
東ローマ帝国やランゴバルド人の時代になると、タラント語では o が ue に、e が ie になり、また新しい語彙に富むようになるなどこの時期に独特の特徴が生じた。
1071年のノルマン人の到来（オートヴィル朝）から15世紀のアンジュー朝までの時期には、タラント語は東方的な特徴の多くを失い、語末の e を消失するなどフランス語的・ガリア・イタリア語的な要素において影響を受けるようになった。
中世になるとタラントはサラセン人に支配されるようになり、その結果アラビア語の語彙がもたらされた。1502年にはアラゴン人の支配下に入った。3世紀にわたりタラントの公用語はスペイン語となり、この時期を通じてスペイン語の語彙がタラント語の一部として加えられた。
1801年にタラントは新たにフランス軍の支配を受け、アルピタン語の決定的な影響を残すことになった。
タラントが永きに渡りナポリ王国とつながりがあったことにも留意すべきであり、ナポリ語との共通点もこれにより説明される。アラビア語の影響は、フランス語やラテン語とともに広範囲な母音の無音化をもたらし、これにともない語中の -e- の消失やさらには子音の二重化が起こった。
現在、母音の特徴的な狭音化や「硬母音」（後述）の長音化は、タラント語に「アラビア風の方言」を思わせるイントネーションや、同時にいくつかの点で古代ドーリア的な響きをもたらしている。

## 分類
過去2世紀の間、タラント語の音韻的・形態的な複雑さを理解するだけでなく、数多くの南イタリア諸方言の中でどのように位置づけを行うかという点が特に研究の対象となっており、プッリャ方言とサレント方言のうちどちらに属するのがより適切かが問題になっている。
サレント諸方言との顕著な音韻的差異を初めに指摘したのはミシェル・デ・ノートであり、『タラント方言音声学の覚書 (Appunti di fonetica del dialetto di Taranto)』という文献で音韻的・形態論的な基盤を提供している。さらにロサ・アンナ・グレコは『タラント方言の動詞についての研究 (Ricerca sul verbo nel dialetto tarentino)』という文献でタラント方言をテーマとして取り組み、プッリャ諸方言に属することを示そうとしている。さらにグレコは、タラント語の母音変化やある条件下での二重母音化に加え、開音節でアクセントのある母音（'nzòre [sposo]「結婚する」、pròche [seppellisco]「埋葬する」、náte [nuoto]「泳ぐ」）と、曖昧に発音されるアクセントのない母音による混同について触れている。これはブリンディジやその近隣の方言では見られない。
その後、ジョバン・バッティスタ・マンカレッラは『タラントの言語史への新しい取り組み (Nuovi contributi per la storia della lingua a Taranto)』を著し、グレコの主張を支持している。マンカレッラは調査を通じてプッリャ諸方言に典型的な特徴を列挙した。
- 鼻音に続く -NT-,-MP-, -NC-, -NS- は全体が有声音化する
- 母音 e と o は開音節で狭母音になり、閉音節で広母音になる

動詞の形態論に関しては、語尾が脱落した不定詞、直説法未完了（半過去）と完了の両方を表す二重の活用語尾、活用語尾 -àmme と -èmme など、プッリャ地方に特有の変化が確認できる。
しかしマンカレッラは、サレント諸方言からタラント語に入った可能性のある多くの特徴も提示している。
- アクセントのある完了の活用語尾 -abbe と -ibbe の消失（バーリ方言とマテラ方言にも見られる）
- ブリンディジ・東部方言に見られる二重母音化があること。第2類に属する動詞の語尾 ó が単に u になり、語尾 é は i と ie の二つのグループに分かれる

続いてタラント語がプッリャ方言に属するかどうかの問題を再度提起したのはジャンチント・ペルーソである。『タラント方言の語根における ajère と ôsce (Ajère e ôsce - Alle radici del dialetto tarantino)』で、ペルーソはグレコとマンカレッラが行った調査をタラント語とプッリャ方言の接触に関する別な点で追認している。
- 開音節でアクセントのある前寄りの母音 (máne, cápe) と後ろ寄りの母音 (vóce, buóno) を区別しないこと。サレント諸方言ではこれらが区別される (càpu, vòce)
- 語末と語中のアクセントのない母音が弱まること。サレント諸方言では常に明瞭に発音される
- 鼻音の後の有声音化。サレント諸方言ではその変化がない
- 未完了の語尾 -áve と -íve。サレント諸方言では -aa と -ii。完了の語尾は -éve と -íve で、サレントでは -ai と -ii
- 所有代名詞の形がプッリャ方言と同様二つあり（男性および複数と女性）、サレントでは一つの形のみ
- 反実仮想の接続法の使用。サレントでは直説法を用いる

一方、タラント語がサレント方言に属するという主張を支持する研究者が、ハインリッヒ・ラウスベアクとゲアハート・ロールフスである。ラウスベアクは、狭母音と広母音が常に広母音に統合される (cuèdde, strètte, pònde) という共通点を持つ音声的な変化がタラント語とブリンディジ方言の間で一致していることを挙げ、ロールフスは不定詞と接続法を訳すのに cu + 直説法現在を使うことを証拠としている。これはサレント諸方言に特徴的な構文である。ロールフスは『サレント諸方言の語彙 (Vocabolario dei dialetti del Salento)』で、ラテン語起源のものを13,000以上挙げており、ギリシア語起源の語を24,000、スペイン語、ポルトガル語、カタルーニャ語、プロバンス語、ケルト語、コルシカ語、ゲルマン人の言語、英語、トルコ語、アルバニア語、セルビア語、ルーマニア語、ヘブライ語、ベルベル語、アラビア語に由来する語を約340数えている。
サレント諸方言との形態・統語的な類似点だけでなく、タラント語にはサレント諸方言と共通した数多くの語があることをロールフスは同書に記し、語彙の点からのみ見た場合としてカラブリア語とシチリア語の間に位置づけている。それでもなお、タラント語独自の語の多さや特徴だけでなく、サレント諸方言との音声上の違いはこの主張の弱味であり、研究者にとって難題となっている。
確かに、上層言語としてのギリシア語は、語彙的にも統語的にも今なお明確である。イタリア語の "ecco il taxi"「ほら、タクシーだ」に相当する文を例に取り、ギリシア語とタラント語の訳を並べると、
- να το ταξί. (na to taksí)
- nà 'u taxí.

となる。
見ての通り二つの文は非常によく似ており、これはギリシア語との類似を示す例の一つに過ぎない。ギリシア語から受け継がれた典型的な構文のうち、特徴的な条件文がある。イタリア語の "se avessi, ti darei"「もし持っていたらあげたのに」は、タラント語ではギリシア語式の形で "ce avéve, te dáve" となる。もう一つギリシア語風の表現は、希望や命令を表す文で動詞の後ろに不定詞を使わずに接続詞 cu + 文を使うことである。「私は行きたい」はイタリア語で voglio andare（voglio は「したい」、andare は「行く」の不定詞）だが、タラント語では vògghie cu vvóche（直訳で「私は私が行くことを欲する」）となる。命令表現では dìlle cu accàtte「彼に買うように言え（直訳は「彼が買うと彼に言え」）」となり、イタリア語では不定詞を使って digli di comprare と言う。音声的な面でも、上層言語としてのギリシア語の名残りは明らかである。
- 鼻音の後の有声音化。現代ギリシア語では ντ (nt) が nd, μπ (mp) が mb と発音される
- 単音節語や2音節語の最後の母音にアクセントが置かれる傾向がある
- 後ろ寄りの母音 -o- が -u- に変化する。sckamunére はギリシア語の σκαμόνιον (skamónion) に由来

タラント語の研究に取り組む研究者たちは、プッリャ方言に属する可能性を理論上排除しうるこのような重要なデータを考慮に入れないわけにはいかない。現在タラント語の分類に関する論争は解決しておらず、研究者・言語学者は引き続きその系統関係を議論している。

## 音韻

### 母音
イタリア語に見られる a e i o u の5母音のほか、タラント語には5つの母音が加わる。é と ó は狭母音で、á は特に狭く無音に近い。í と ú は「硬母音」と呼ばれ、声帯の顕著な震えを伴って発音される。さらに広母音の à è ì ò ù があり、長音の â ê î ô û は対応するイタリア語の音の2倍の長さになる。そのほかにもう一つ黙音の e があり、語末で無音になり語中で無音に近くなる。したがって、perebìsse という語は p'r'biss のように発音される。二重母音はイタリア語と同じように発音されるが、ie は語中にある場合は長い i になり、語末にある場合は非常に短い i の後に無音に近い e が続く。au はフランス語と同様に発音される。

### 子音
子音はイタリア語と同じだが、補足すべき点が5つある。c はアクセントの後ろにある場合、sciocco の sc のように発音される傾向がある（[ʃ]の音）。j は英語の yellow の y のように発音され、sck という綴りは、sc の部分はイタリア語の scena の sc のように（[ʃ]）、k は casa の c のように（[k]）発音される。ije という綴りは概ねフランス語の bouteille の ille のように（[ij]）発音し、母音に挟まれた v は発音しない（avuandáre, tuve など）。二重子音は語頭に頻繁に現れ、単子音が子音一つ分なのに対し重ねられた音になっている。

### 母音の2音節化
タラント語には同音異義語が多いため、時にアクセントや母音の2音節化によりこれを区別することがある。後者は特に二つの子音間にある母音の区切りを示すために用いられる。以下がその例。
- fiúre [fiori]「花」、fïure [figura]「姿」
- pèsce [pesce]「魚」、pésce [peggio]「もっと悪い」、など

### 異化と同化
異化とは二つの音が隣接している場合に別な音になろうとすることを言う。次の例では舌先音の l と t の連続を嫌って t が r に変化している。
- ラテン語 cultellus, タラント語 curtíedde [coltello]「小刀」

同化は、語頭の子音が同じ語の第2音節の子音に変化した結果として発生する。
- ラテン語 juscellum, タラント語 sciuscijlle（スープの名前）

### 二重子音化
タラント語の文献を初めて読む者の目につく特徴が二重子音化の現象であり、単純化して言えば語頭音のまたは語の前後関係による音の二重化である。これは音配列による現象、すなわち単音節語の語末子音が消失し（音配列的同化）、それに続く語頭の子音が二重化することが原因で起きるものである。
二重子音化を起こす主な単音節語は次のものである。
- a 「〜に、〜で」（前置詞）
- e 「〜と」（接続詞）
- cu （接続詞および前置詞）
- addà 「そこに」（副詞）
- aqquà 「ここに」（副詞）
- ogne 「全ての」（不定形容詞）
- cchiù 「さらに、さらなる」（形容詞、副詞）
- pe' 「〜のために」（前置詞）
- jè 「〜である」（イタリア語 essere に相当する動詞の変化形）
- sì 「〜である」（同上）
- so' 「〜である」（同上）
- 'mbrà 「〜から、〜の間に」（前置詞）
- tré' 「3」（数詞）

語頭音の二重音化は次のような文の意味を理解する上で話し言葉では欠かせない。
- hè fatte bbuéne. [hai fatto bene.]「きみはうまくやった」
- è ffatte bbuéne. [è fatto bene.]「彼はうまくやった」

この例のように、f の二重音化は文意を確かめる基礎となることが分かる。さらにいくつかの例を示す。
- 'a máne [la mano]「手」 - a mmáne [a mano]「手で」
- de pètre [di pietra]「石の」 - cu ppètre [con pietra]「石で」
- 'a cáse [la casa]「家」 - a ccáse [a casa]「家で」

## 文法
タラント語文法は標準イタリア語とはかなり異なっており、ギリシア語的、ラテン語的な特徴を持つ構文を多く示している。

### 形態論

#### 冠詞と名詞
タラント語には男性と女性の二つの性がある。イタリア語では -o で終わる多くの名詞が男性、-a で終わる名詞の多くが女性なのに対し、タラント語の名詞は黙音の -e で終わるため、名詞の性は冠詞によってのみ識別が可能である。タラント語では 'u, 'a が定冠詞で、'nu, 'na が不定冠詞である。
冠詞の後に続く名詞が母音で始まる場合、語頭の子音が脱落したのでない限り、アポストロフィ付きの l' となる。
- l'acchiále [gli occhiali]「眼鏡」
- l'ome [l'uomo]「男」
- 'n'àrvule [un albero]「木」
- le uáje [i guai]「災難（複数形）」
- 'u uéve [il bue]「牛」
- 'a uagnèdde [la ragazza]「少女」

#### 複数と女性
複数形の作り方はかなり複雑である。多くの名詞と形容詞は複数形を持たない。つまり単数と同じ形である。以下の例では、単数 - 複数 の順に示す。
- 'u libbre [il libro] - le libbre [i libri]「本」
- l'àrvule [l'albero] - l'àrvule [gli alberi]「木」

接尾辞の -ere を伴うものがある。
- a cáse [la casa] - le càsere [le case]「家」

語幹の母音を変えるものもある。
- 'a fogghie [la foglia] - le fuègghie [le foglie]「葉」
- 'u chiangóne [il macigno] - le chiangúne [i macigni]「岩」

上の二つを組み合わせたもの。
- 'u pertúse [il buco] - le pertòsere [i buchi]「穴」
- 'u paìse [il paese] - le pajèsere [i paesi]「国」

最後に、不規則な複数形を持つものと、
- l'anijdde [l'anello] - l'anèddere [gli anelli]「指輪」
- 'u figghie [il figlio] - le fíle [i figli]「息子」

二つの複数形を持つものがある。
- 'a mulèdde [la mela] - le mulìdde o le mulèddere [le mele]「りんご」

女性名詞の形成法も同じ規則に従う。一方では変化しない名詞・形容詞がある（以下は 男性 - 女性 の順に示す）。
- bèdde [bello] - bèdde [bella]「美しい」

また、二重母音 uè を o に変えるものがある。
- luènghe [lungo] - longhe [lunga]「長い」

#### 代名詞
指示代名詞には以下のものがある。
- quiste [questo]「この」（男性単数）
- quèste [questa]「この」（女性単数）
- quidde [quello]「あの」（男性単数）
- quèdde [quella, quelle]「あの」（女性単数複数兼用）
- chiste [questi]「これらの」（男性）
- chidde [quelli]「あれらの」（男性）

会話では短縮形の 'stu, 'sta, 'ste の方がよく使われる。
人称代名詞には以下のものがある。
| 人称          | 主語  | アクセントなし | アクセントあり | 再帰形 |
| ------------- | ----- | -------------- | -------------- | ------ |
| 1人称単数     | ije   | me             | méje           | me     |
| 2人称単数     | tune  | te             | téje           | te     |
| 3人称単数男性 | jidde | le             | jidde          | se     |
| 3人称単数女性 | jèdde | le             | jèdde          | se     |
| 1人称複数     | nuje  | ne             | nuje           | ne     |
| 2人称複数     | vuje  | ve             | vuje           | ve     |
| 3人称複数     | lóre  | le             | lóre           | se     |
| 非人称        | se    | --             | --             | se     |

主語代名詞の与格形が目的語代名詞に続く場合、イタリア語と違って与格形はその位置に目的語代名詞を残したまま省略される。
- 'u diche cchiù ttarde. [lo dico più tardi]「それをもっと後で言う」

必要ならば主語人称代名詞を付加することで明示できる。
- 'a jidde 'u diche cchiù ttarde. [a lui lo dico più tardi]「彼にそれをもっと後で言う」

丁寧表現に関して、タラント語ではかつてのローマ方言と同様に tu をどんな場合でも「敬意的代名詞」として使用できる。聞き手に対し特に敬意を表現したい場合には形容詞の ussegnorije を付け加え、動詞は2人称単数のままにする。
- d'addò avíne ussegnorije? [Lei da dove viene?]「どちらからいらしたんですか（Lei = 「あなたは」）」

1人称複数の再帰代名詞（イタリア語では ce）の後に目的語代名詞が続き、否定表現 (no) とともに現れる場合は、タラント語では no'nge となる。
- nu' no'nge ne sciáme. [noi non ce ne andiamo]「私たちは立ち去らない」

関係代名詞には以下のものがある。
- ci, ce [chi]「〜する人」
- ca [il quale, la quale, i quali, le quali, di cui, a cui]「〜するもの（人）」

以下が例。
- ci sì tu'? [chi sei?]「きみは誰だ」
- 'a cristiáne c'hagghie vìste ajére [la signora che ho visto ieri]「私が昨日会った女性」
- le libbre ca m'hé parláte [i libri di cui mi hai parlato]「きみが私に話した本」

#### 形容詞
所有形容詞には以下のものがある。
| 人称      | 男性単数   | 女性単数   | 複数       | 付加形 |
| --------- | ---------- | ---------- | ---------- | ------ |
| 1人称単数 | mije       | méje       | mije       | -me    |
| 2人称単数 | tuje, tuve | toje, tove | tuje, tuve | -te    |
| 3人称単数 | suje, suve | soje, sove | suje, suve | -se    |
| 1人称複数 | nuèstre    | nostre     | nuèstre    | -      |
| 2人称複数 | vuèstre    | vostre     | vuèstre    | -      |
| 3人称複数 | lòre       | lòre       | lòre       | -se    |

タラント語では、所有形容詞は常にそれが指し示す名詞の後に現れる。
- 'a màchene méje [la mia automobile]「私の車」

もう一つの特徴は、接尾辞として付け加えられる付加形の所有形容詞である。これは人を修飾する場合に限られる。
- attàneme [mio padre]「私の父」
- màmete [tua madre]「あなたの母」
- sòrese [sua sorella]「彼（彼女）の姉妹」

など。

#### 前置詞
以下は何も付されていない前置詞である。
- de [di]「〜の」
- a [a]「〜に」
- da [da]「〜のところで」
- jndre ('nde) [in]「〜の中に」
- cu [con]「〜とともに」
- suse [su]「〜のもとに」
- pe' [per]「〜のために」
- 'mbrà [tra, fra]「〜から」

次のような前置詞もある。
- sutte [sotto]「〜の下に」
- abbàsce [sotto, giù]「〜の下に」

以下は冠詞付きの前置詞である。
|       | 'u      | 'a     | le                   |
| ----- | ------- | ------ | -------------------- |
| de    | d'u     | d'â    | de le                |
| a     | a'u (ô) | a'     | a lle                |
| da    | d'ô     | d'â    | da le                |
| jndre | jndr'ô  | jndr'â | jndre le, jndr'a lle |
| cu    | c'u     | cu 'a  | cu lle               |
| suse  | sus'ô   | sus'a  | suse le              |
| pe'   | p'u     | p'a    | pe' lle              |

#### ca と cu
Ca （ラテン語の quia に由来）は以下の機能を持つ。
- 関係詞 - vòche a accàtte 'u prime ca jacchie [comprerò il primo che trovo]「最初に見つけたものを買おう」（'u prime = 最初のもの、jacchie = 見つける）
- 接続詞

1. 平叙文で - sacce ca jè 'nu bbuène uagnóne [so che è un bravo ragazzo]「あの少年はいい子だと私は知っている」（sacce = 知っている、ca 以下 = あの少年はいい子だ）
2. 結果を表す節で - téne numunne de lìbbre c'a cáse soje pare 'na bibbliotèche [ha tanti libri che la sua casa sembra una biblioteca]「彼はたくさん本を持っていて家が図書館みたいだ」

- 比較されるものの二つ目を導入 - jéve cchiù 'a fodde ca 'u rèste [era più la folla che il resto]「残っているよりもたくさん人がいた」（cchiù = もっと多く、'a fodde = 群集、'u rèste = 残り）

Cu （ラテン語の quod に由来）には次の機能がある。
- 前置詞 - tagghiáre c'u curtíedde [tagliare col coltello]「小刀で切る」
- 接続詞（イタリア語の con）
- 要求や命令を表す動詞の後で - vôle cu mmange [vuole mangiare]「彼は食べたがっている」
- 接続法現在を作る - cu avéna aqquà [che venga qui]「ここに来たいと」
- 反意の文を導入 - cu tutte ca [con tutto che]「どんなに〜しても」
- 目的節で - vuléve cu éve cchiù ìrte [avrei voluto essere più alto]「もっと背が高ければいいのに」
- 譲歩節で - avàste cu ppáje [basta che paghi]「払ってくれればいい」
- 迂言的現在（複数の単語で現在時制を表す） - sté cu avéne [sta per venire]「彼は今来るところだ」

全体の一部を表す用法（イタリア語: partitivo）はタラント語にはなく、翻訳するには二つの形を使う。
- 'nu pìcche [un poco]「少し」
- dóje [due]「2」（数詞）

以下が例。
- pozze avè 'nu pìcche de marànge? [potrei avere delle arance?]「オレンジをいただいていいですか」
- ajére hagghie accattáte do' mulèddere [ieri ho comprato due mele]「昨日りんごを二つ買った」

### 動詞
タラント語の動詞体系はイタリア語と異なっておりかなり複雑である。ラテン語やギリシア語に起源を持つ特徴的なしくみに基づいており、活用は -áre と -ére の2種類のみである。
主要な動詞とその直説法現在の活用は以下のとおり（単数の1人称、2人称、3人称、複数の1人称、2人称、3人称の順。以下同様）。
- 「ある、〜である」（助動詞としてではなく） - so', sì(nde), jé （または éte）, síme, síte, sò(nde)
- 持つ - hagghie, hé, ha, ame, avíte, honne
- 「ある、〜の状態にある」 -  stoche, sté(je), sté(je), stáme, státe, stonne
- 「行く」 - voche, vé(je), vé(je), sciáme, sciáte, vonne
- 「持つ」（所有するという意味で） - tènghe, tíne, téne, teníme, teníte, tènene
- 「する」 - fazze, fáce, fáce, facíme, facíte, fàcene

特徴的なのは語頭にしばしば母音 a をともなうことで、動詞に二つの形があることになる。
- cògghiere と accògghiere [raccogliere]「集める」
- 'ndruppecáre と attruppecáre [inciampare]「つまずく」

起動相（〜し始める）の接辞 -èscere もあり、古語の -ire に由来する。
- durmèscere [dormire]「寝る」
- sparèscere [sparire]「消える」
- sckurèscere [imbrunire]「暗くなる」

第1活用の動詞 (-áre) では母音交替がしばしば起こり、音変化を引き起こす。これにより最後の語幹母音が二重母音になる（-o- が -uè- 、-e- が -ie- に）。
- sciucáre [giocare]「遊ぶ」 - ije scioche, tu' sciuèche, jidde scioche, ...
- annegghiáre [scomparire]「消える」 - ije annègghie, tu' anniegghie, jidde annègghie, ...

#### 活用
第2活用（-ere で終わる）動詞では o と u の交替がある。
- còsere [cucire]「縫う」 - ije cóse, tu' cúse, jidde cóse, ...
- canòscere [conoscere]

知る」 - ije canòsche, tu' canúsce, jidde canòsce, ....

#### 不定法
動詞の不定法は特に口語で語尾 -re の脱落を起こす。辞書の見出し形と呼ばれる。
- addumandà, addumannà [chiedere]「要求する」
- canoscè [conoscere]「知る」

不定法の動詞が要求や命令の動詞の後に来る場合、接続詞 cu + 直説法現在の動詞で訳される。
- vògghie cu te dìche [voglio dirti]「きみに言いたい」
- dìlle cu avéne [digli di venire]「彼に来るように言ってくれ」

#### 直説法
直説法現在を作る語尾は以下の通り。
- 第1活用 - -e, -e, -e, -áme, -áte, -ene
- 第2活用 - -e, -e, -e, -íme, -íte, -ene

他のプッリャ諸方言と違い、タラント語では1人称単数に語尾の -che が現れない。この語尾は語根が単音節の動詞には用いられる。
- voche [vado]「行く」
- vèche [vedo]「見る」
- stoche [sto]「いる」

タラント語では「いる」「ある」を意味する動詞の直説法現在 + 前置詞 a + 動詞の直説法現在で現在進行形が作られる。
- stoche a ffazze [sto facendo]「私はしている」

2人称と3人称の単数はこの規則の例外であり、前置詞 a を用いない。
- sté studie [sta studiando]「彼は勉強している」
- sté mmange [sta mangiando]「彼は食べている」

未完了の語尾は以下の通り。
- 第1活用 - -áve, -áve, -áve, -àmme, -àveve (-àvve), -àvene
- 第2活用 - -éve, -íve, -éve, -èmme, -ivene (-ìvve), -èvene

完了時制の語尾は以下の通り。
- 第1活用 - -éve, -àste, -óje, -àmme, -àste, -àrene;
- 第2活用 - -íve, -ìste, -íje, -èmme, -ìste, -érene.

タラント語では動詞の活用で未来時制を表す方法はなく、したがってしばしば直説法現在で代用したりあるいはラテン語の habeo ab + 不定詞に由来する迂言的な表現を用いる。後者はサルデーニャ語など他の言語と共通している。
- hagghie a ccundà' [racconterò]「話してあげよう」

この構文は義務の意味を表すのにも使われる。
- Ce amm'a ffà? [cosa dobbiamo fare?]「我々は何をすべきか?」

#### 接続法
接続法現在は独特の形式を取り、サレント諸方言でも同様である。それは接続詞 cu の後に直説法現在が続くというものである。
- Dille cu avènene cu nnuje! [digli che vengano con noi!]「彼らに我々と来るように言え」

反対に、接続法未完了には独自の語尾がある。
- 第1活用 - -àsse, -àsse, -àsse, -àmme, -àste, -àssere
- 第2活用 - -ìsse, -ìsse, -èsse, -èmme, -ìste, -èssere

#### 条件法
もう一つ存在しないのは条件法で、直説法未完了か接続法未完了で替えられる。
- vuléve scè' ô cìneme [vorrei andare al cinema]「映画館に行きたい」
- vulìsse venè' pur'ije [vorrei venire anche io]「私も行きたい」

#### 命令法
命令法は単に2人称単数に語尾 -e, 1人称複数に -àme か -íme, 2人称複数に -àte か -íte を付加して作られる。
- tremíende! [guarda!]「見ろ」（一人に対し）
- sciàme! [andiamo!]「行こう」
- aveníte! [venite!]「来い」（複数の人に対し）

否定の命令はより複雑であり、scére + ジェルンディオ（ラテン語の ire iendo に由来）によって得られる。
- 'nò scè' scènne a' scole créje! [non andare a scuola domani!]「明日は学校に来ないように」

#### ジェルンディオ
「〜しながら」「〜しつつ」という意味を表すジェルンディオは、第1活用の動詞に語尾 -ànne, 第2活用の動詞に語尾 -ènne を付加することで得られる。
- 'nghianànne [salendo]「登りながら」
- fuscènne [correndo]「走りながら」

イタリア語のジェルンディオを翻訳する際は接続詞を使うとよい場合がある。
- hagghie vìste 'u film ca stè mangiáve [ho visto il film mangiando]「私は食べながらその映画を見た」

#### 分詞
過去分詞は、第1活用の動詞に接尾辞 -áte, 第2活用の動詞に -úte を付加して作る。ただし -ste で終わる過去分詞もある。
- viste [visto]（「見る」の過去分詞）
- puèste [posto]（「置く」の過去分詞）
- rumàste [rimasto]（「残る」の過去分詞）